# 대한민국을 배경으로 한 작품 목록
대한민국은 외국 문화 콘텐츠 속에서 자주 사용되는 소재 중 하나이다.

## 성격

### 영화의 묘사
대한민국을 배경으로 한 영화에는 대한민국의 수도인 서울이 나온다. 2012년에 개봉한 영화 본 레거시(2012)는 2011년 6월에 촬영했으며 영화 속 서울의 모습을 살펴보면 서울 강남구의 야경이 나오고 서울의 한 지하철이 나온다. 2013년에 개봉한 영화 클라우드 아틀라스(2013)에는 2144년 미래의 네오 서울의 초고층 마천루가 많은 대도시가 나온다.
2012년 이후 대한민국을 배경으로 한 외국 영화들이 늘어나고 있다. 2017년 부산을 배경으로 한 영화인 블랙 팬서(2018)가 자갈치시장 등 해운대에서 촬영이 완료되었다.
2025년에 개봉한 영화 케이팝 데몬 헌터스에 서울이 나온다.

## 작품 목록

### 드라마
- 《24》: 대한민국 서울이 나온다.
- 《하와이 파이브-0》: 시즌2 10화에 포항이 나오고 파주가 나온다.
- 《풀 하우스》: 서울 풍경이 나온다.
- 《센스8》: 서울의 남산타워, 여의도 등 여러 모습이 나온다.
- 《드라마월드》: 외국인이 드라마 속으로 들어가는 장면이 나온다.
- 《크리미널 마인드: 국제범죄수사팀》: 시즌2 4화에 서울이 나온다.
- 《한국인 자기야》: 서울 뿐만 아니라 서울 이외의 풍경이 나온다.
- 《고독한 미식가》: 시즌7 9화에 전주가 나오고 10화에 서울이 나온다. 시즌8 연말스페셜에 부산이 나온다.
- 《슈퍼리치》: 대한민국 서울이 나온다.
- 《파친코》: 대한민국을 배경으로 한 미국 드라마다.
- 《엑스오, 키티》: 대한민국을 배경으로 한 미국 드라마다.
- 《모나크: 레거시 오브 몬스터즈》: 경상북도 포항시가 나온다.

### 영화
- 《서울의 북동쪽》: 1972년에 개봉된 한국을 배경으로 한 최초의 할리우드 영화다. 1960년대 서울을 배경으로 한 영화다.
- 《A*P*E》: 킹콩이 나오는 영화다.
- 《사기사》: 1953년을 배경으로 한 홍콩 영화다.
- 《특명 24시》: 인천 강화도가 나온다.
- 《베스트 오브 더 베스트》
- 《오! 인천》: 6.25 전쟁을 배경으로 한 영화다.
- 《공산영우》: 대한민국에서 촬영한 영화다. 홍콩 사극 영화다.
- 《예스 마담 5 - 중간인》: 대한민국에서 촬영한 영화다.
- 《쾌락지구 3》: 대한민국을 배경으로 한 영화다.
- 《파풍: 스피드 매치》: 대한민국을 배경으로 한 영화다.
- 《에너미 라인스 2: 악의 축》: 대한민국을 배경으로 한 영화다.
- 《어벤져스: 에이지 오브 울트론》: 서울의 세빛섬인 연구실 야경이 나오고 다음 날 서울이 나온다. 상암 디지털미디어시티, 여의도의 63빌딩, 강남 등의 모습이 나온다.
- 《본 레거시》: 서울 강남구의 근처 야경이 나오고 서울 지하철이 나온다.
- 《콜로설》: 서울 야경이 나온다. 서울에 괴수가 나타났다는 설정으로, 이 영화가 2017년에 개봉되었다.
- 《옥자》: 2017년 서울, 강원도가 나온다. 한국인과 외국인들이 이 영화에 공식적으로 출연하였다.
- 《28일 후》: 한국경찰이 나온다.
- 《전송가》: 6.25 전쟁 영화다. 배경은 1950년 대한민국 서울이다.
- 《클라우드 아틀라스》: 배경은 2144년의 네오 서울 야경이며 미래도시다.
- 《월드워Z》: 경기도 평택시에 위치한 험프리 기지의 야경이 나온다.
- 《폭스캐처》: 1988년 서울 올림픽이 나온다.
- 《헬로 스트레인저》: 명동과 덕수궁 등 서울의 건축물들이 나온다.
- 《서울》: 2002년에 개봉한 한일 합작 영화이다.
- 《갱스터》: 80% 이상이 한국 배경이다.
- 《착신아리 파이널》: 일본 영화인 착신아리 더 파이널이 부산에서 촬영하였다. 대한민국 부산의 배경이 나오며 컴퓨터하는 장면이 나온다.
- 《HERO》: 한국이 나온다.
- 《007: 다이 어나더 데이》: 실제 한국의 모습이 나오는 장면은 적었다.
- 《외사경찰》: 일본 영화인 외사경찰이 서울에서 촬영하였다.
- 《카멜리아》: 일본, 대한민국, 태국의 합작으로 3편으로 구성된 옴니버스 영화이다. 배경은 부산이다.
- 《삼사라》: 배경은 대한민국의 수도 서울이다.
- 《머니 몬스터》: 서울이 나온다.
- 《서울공략》: 서울 지하철에서 액션 장면이 나온다. 그 외 지역도 나온다.
- 《오! 인천》: 6.25 한국전쟁을 소재로 한 영화다. 인천상륙작전이 개봉하기 전에 오! 인천이 개봉되었다.
- 《업 투 더 스카이》: 다큐멘터리 영화다.
- 《디 인터뷰》: 대한민국 경기도 오산시의 오산공군기지가 나온다.
- 《드롭박스》: 2015년에 개봉된 미국의 다큐멘터리 영화다.
- 《다운사이징》: 서울특별시 강남구에서 촬영했다. 서울 강남구 야경이 나온다.
- 《아웃레이지 파이널》: 대한민국 제주도가 나온다.
- 《가면라이더X슈퍼전대 초 슈퍼 히어로 대전》: 서울이 나온다.
- 《아일라》: 터키 영화다. 1950년 6월 남한 38선이 나오고 1950년 10월 대한민국 부산이 나오고 대구가 나온다. 1951년 장면도 나오고 21세기 장면도 나온다.
- 《블랙 팬서》: 부산 야경이 나온다. 부산 자갈치시장, 광안리, 사직북로, 와치로 삼거리, 영선대로, 광안대교 등 지역에서 촬영하였다.
- 《카자흐인의 한국에서의 사업》: 카자흐스탄 영화다. 서울이 나온다.
- 《#아이엠히어》: 서울 풍경이 나온다.
- 《내가 사랑했던 모든 남자들에게: 언제나 그리고 영원히》: 서울 풍경이 나온다.
- 《돈 룩 업》: 서울역이 나온다.
- 《디보션》: 6.25 한국전쟁이 나오는 영화다.
- 《케이팝 데몬 헌터스》: 서울이 나온다.

### 애니메이션
- 《오버워치》: 오버워치 티저 "우리는 오버워치" 편, 오버워치 단편 애니메이션 "슈팅 스타" 편
- 《패밀리 가이》: 시즌 14 10화
- 《미키마우스》: 단편 애니메이션 "사랑에 잠긴(Locked in Love)" 편[1]
- 《심슨 가족》: 서울 야경의 롯데월드타워도 나오고 PC방 장면이 나온다.
- 《소드 아트 온라인 앨리시제이션 War of Underworld》: 15화
- 《스티븐 유니버스》: 시즌 4 11화에 경복궁 근정문이 나온다.

### 코믹스
- 《오버워치: 새로운 피》: 5화에 대한민국 부산이 나온다.

### 게임
다수의 비디오 게임이 자신과 그 적의 경계나 권선징악의 주제를 분명히 하고 있기 때문에 대한민국을 소재로 한 게임은 대부분 해외에서 제작된다. 
- 《88 게임즈》: 1988년 하계 올림픽을 배경으로 한 게임이다. 이 게임은 서울을 배경으로 한 게임이다.
- 《심시티 3000》: 언리미티드 버전과 코리아 버전의 랜드작품으로 등장한다.
- 《KOF 2002》: 한국 스테이지에서 등장한다.
- 《레인보우 식스: 테이크다운》
- 《Analogue: A Hate Story》: 남과 북이 통일되었다는 설정이다.
- 《콜 오브 듀티: 어드밴스드 워페어》: 2054년 7월을 배경으로 한 서울 강남이 등장하며 남북전쟁이 배경이다.[2]
- 《세인츠 로우: 에이전트 오브 메이헴》: 한국 서울을 배경으로 하는 듯한 연출을 보여준다. 각종 가게 표지판과 더불어 ‘외대사거리’, ‘내일 엑스포 박람회’ 등을 볼 수 있다.[3]
- 《레인보우 식스: 시즈》: 서울을 배경으로 한 맵인 목멱타워는 남산타워를 연상시키고 롯데월드타워를 연상시킨다.
- 《네온 서울: 아웃런》: VR 게임인데 미래 도시 네온 서울이 배경이다.
- 《스팁》: 평창 올림픽 공식 게임이다.
- 《오버워치》: 부산 스타디움 전장과 부산 전장이 있다.
- 《와치 독스 2》: 서울발전소가 용산에 있다.
- 《컨플릭트 글로벌 스톰》
- 《911 오퍼레이터》: 서울 등 한국지역이 있다.
- 《문명5》: 조선
- 《대항해시대 온라인》: 포항, 한양, 부산이다.
- 《월드 오브 탱크》: 한옥이다.
- 《백발백중》: 명동이다.
- 《콜 오브 듀티: 모던 워페어 3》
- 《레인보우 식스: 로그 스피어》: 시청역, 월드컵경기장이 있다.
- 《소콤 2》: 지하철이 있다.
- 《KOF 96》: 수원 화성이다.
- 《그란 투리스모 4》: 서울 숭례문이다.
- 《소녀전선》: 인천이 배경인데 서울에 가다라고 한다.
- 《월드워Z》: 경기도 평택시에 위치한 험프리 기지의 야경이 나온다.
- 《배틀그라운드》: 태이고가 있다.
- 《배틀필드 2042》: 칼레이도스코프가 나온다. 실제 장소는 인천 송도다. 어느 건물에는 이도스코프라는 간판이 있다.
- 《더 파이널스》: 서울이 나온다.
- 《월드 워 3》: 비무장지대가 나온다.
- 《메이플스토리》: 등장 장소인 "프렌즈 월드"가 대한민국을 모티브로 했다. 직업 중 하나인 키네시스는 시작 마을이 서울이다.
- 《레이시티》: 서울 전 지역 (일부제외)
- 《시티레이서》: 섹션 A (강북),섹션 B (강남),부산

### 소설
- 《파친코》: 대한민국을 배경으로 한 소설이다.